# Syn (film, 2019)
Syn (v originále Un fils) je tunisko-francouzsko-katarsko-libanonský hraný film z roku 2019, který režíroval Mehdi Barsaoui podle vlastního scénáře. Snímek měl světovou premiéru na filmovém festivalu v Benátkách dne 31. srpna 2019.

## Děj
V roce 2011 tráví Farès, tuniský manažer působící ve Francii, pobyt se svou tuniskou manželkou Mériem na jihu Tuniska. V té době je vypjatá situace na libyjských hranicích. Při jízdě na sever se svým synem Azizem jsou přepadeni teroristy, jejich auto unikne, ale Aziz je vážně zraněn na břiše.
Po příjezdu do nemocnice v Tataouine je stav jedenáctiletého chlapce kritický, jeho játra jsou téměř úplně ztracena a transplantace je jediným řešením. Oba rodiče podstupují test kompatibility, Mériem nemá správnou krevní skupinu, ale pro Farèse je výsledek šokem, není totiž otcem dítěte. Oficiální čekací listina na játra je dlouhá. Při hledání biologického otce probíhá závod s časem, protože v Tunisku je dobrovolná transplantace orgánů povolena pouze v rodinném kruhu. Tato žádost však také zahrnuje obvinění z cizoložství pro Mériem.
Mériem ale před deseti lety ztratila stopu svého milence a musí také čelit výčitkám svého manžela, který s ní už nechce mluvit. Ten je kontaktován obchodníkem s orgány, který získává své zásoby v Libyi a který využívá korupci tuniských úřadů k provozování soukromé kliniky obcházející zákon. Farès nakonec dohodu přijme, ale vše nejde podle plánu, život jeho syna visí na vlásku.

## Obsazení
| Sami Bouajila         | Fares, otec   |
| Najla Ben Abdallah    | Meriem, matka |
| Youssef Khemiri       | Aziz, syn     |
| Noomene Hamda         | doktor Dhaoui |
| Qassine Rawane        | D108          |
| Slah Msadek           | úředník       |
| Mohamed Ali Ben Jemaa | Sami          |

## Ocenění
- Filmový festival v Benátkách: nejlepší herec v sekci Orizzonti) (Sami Bouajila)
- Mezinárodní filmový festival v Káhiře: Cena Horizons od Arab Cinema
- Filmový festival v Hamburku: nejlepší film
- Kosmorama: nejlepší mladý režisér
- Cena Lumières: nejlepší herec (Sami Bouajila)
- César: nejlepší herec (Sami Bouajila)